# Laplace-transzformáció
A Laplace-transzformáció egy olyan függvénytranszformáció, aminek révén egyes függvényekkel kapcsolatos problémákra kaphatunk egyszerűen választ. Eredetileg Heaviside fejlesztette ki a differenciálegyenletek megoldásához segédeszközként.

## Definíció
Legyen {\displaystyle f:\mathbb {R} \rightarrow \mathbb {C} } függvény, mely minden t≥0 valós számra értelmezett. A függvény Laplace-transzformáltjának nevezzük az
{\displaystyle F(s)=\int \limits _{0}^{\infty }f(t)e^{-st}\mathrm {d} t}
függvényt. A transzformált létezésének feltétele, hogy a definícióban szereplő integrál véges legyen.
Ha a transzformált létezik és véges, akkor {\displaystyle f(t)}-t generátorfüggvénynek nevezzük. A transzformált jelölése:
{\displaystyle L[f]=F}
A transzformált létezésére elegendő feltétel, ha {\displaystyle f(t)} a pozitív féltengelyen szakaszonként folytonos és exponenciálisan korlátos, azaz van olyan {\displaystyle M>0} és {\displaystyle s_{0}} valós szám, hogy az {\displaystyle f(t)\leq Me^{s_{0}t}} egyenlőtlenség teljesül. Egészen pontosan a transzformált létezik minden olyan {\displaystyle s\in \mathbb {C} } szám esetén, amire {\displaystyle {\mathfrak {Re}}(s)\geq s_{0}}.

## Tulajdonságai

### Linearitás
A Laplace-transzformáció lineáris, azaz két függvény összegének transzformáltja a két függvény transzformáltjának az összege, valamint bármely függvény konstans-szorosának a transzformáltja a transzformált konstans-szorosa lesz. Másképpen megfogalmazva a függvények lineáris kombinációját a Laplace-transzformáció lineáris kombinációba viszi át. Röviden:
{\displaystyle L[\alpha f+\beta g]=\alpha L[f]+\beta L[g]}
Bizonyítás: {\displaystyle L[\alpha f+\beta g]=\int \limits _{0}^{\infty }(\alpha f(t)+\beta g(t))e^{-st}\mathrm {d} t=\int \limits _{0}^{\infty }\alpha f(t)e^{-st}+\beta g(t)e^{-st}\mathrm {d} t=}
{\displaystyle =\int \limits _{0}^{\infty }\alpha f(t)e^{-st}\mathrm {d} t+\int \limits _{0}^{\infty }\beta g(t)e^{-st}\mathrm {d} t=\alpha \int \limits _{0}^{\infty }f(t)e^{-st}\mathrm {d} t+\beta \int \limits _{0}^{\infty }g(t)e^{-st}\mathrm {d} t=\alpha L[f]+\beta L[g]}
Azaz a Laplace-transzformáció linearitása az integrálás linearitásának következménye.

### A generátorfüggvény deriváltja
{\displaystyle L[f']=sL[f]-f(0)}
Bizonyítás: {\displaystyle L[f']=\int \limits _{0}^{\infty }f'(t)e^{-st}\mathrm {d} t=}
{\displaystyle =\left[f(t)e^{-st}\right]_{0}^{\infty }-\int \limits _{0}^{\infty }f(t)(-s)e^{-st}\mathrm {d} t=}
{\displaystyle =-f(0)+s\int \limits _{0}^{\infty }f(t)e^{-st}\mathrm {d} t=sL[f]-f(0)}
Ennek akkor van jelentősége, ha a Laplace-transzformációt differenciálegyenletek megoldására használjuk.
A második derivált hasonlóan határozható meg, illetve általánosítható akárhányadik deriváltra is. A transzformáltban ekkor minden alacsonyabb rendű derivált szerepelni fog a 0-ban felvett értékkel, valamint a transzformált változójának a megfelelő hatványai.
{\displaystyle L[f^{(n)}]=s^{n}F(s)-\sum _{k=1}^{n}s^{n-k}f^{(k-1)}(0)}
Ez teszi lehetővé, hogy a transzformációval differenciálegyenleteket oldhassunk meg.

### Konvolúció transzformáltja
Konvolúciónak nevezzük az alábbi módon értelmezett műveletet:
{\displaystyle \left(f*g\right)(t)=\int \limits _{0}^{t}f(x)g(t-x)\mathrm {d} x}
A függvénykonvolúció Laplace-transzformáltja a függvények transzformáltjainak szorzata:
{\displaystyle L[f*g]=L[f]\cdot L[g]}
Bizonyítás: {\displaystyle L[f*g]=\int \limits _{0}^{\infty }f*g\cdot e^{-st}\mathrm {d} t=\int \limits _{0}^{\infty }\left(\int \limits _{0}^{t}f(x)g(t-x)\mathrm {d} x\right)e^{-st}\mathrm {d} t=}, és az exponenciális tényezőt két részre bontjuk
{\displaystyle =\int \limits _{0}^{\infty }\left(\int \limits _{0}^{\infty }f(x)e^{-sx}g(t-x)e^{-s(t-x)}\mathrm {d} x\right)\mathrm {d} t=}, itt pedig új változót vezetünk be, mégpedig a {\displaystyle t-x=x'} helyettesítéssel, így {\displaystyle \mathrm {d} x'=\mathrm {d} t} lesz
{\displaystyle =\int \limits _{0}^{\infty }\left(\int \limits _{0}^{\infty }f(x)e^{-sx}g(x')e^{-sx'}\mathrm {d} x\right)\mathrm {d} x'=}, az integrandusok pedig szétválaszthatóak, így kapjuk:
{\displaystyle =\left(\int \limits _{0}^{\infty }f(x)e^{-sx}\mathrm {d} x\right)\cdot \left(\int \limits _{0}^{\infty }g(x')e^{-sx'}\mathrm {d} x'\right)=}
{\displaystyle =L[f]\cdot L[g]}

### Csillapítási tétel
Ha a függvényünket megszorozzuk egy exponenciális függvénnyel, akkor ez a transzformáltban eltolásként jelentkezik:
{\displaystyle L[e^{-\lambda t}f(t)]=F(s+\lambda )}
Bizonyítás: {\displaystyle L[e^{-\lambda t}f(t)]=\int \limits _{0}^{\infty }e^{-\lambda t}f(t)e^{-st}\mathrm {d} t=}
{\displaystyle =\int \limits _{0}^{\infty }f(t)e^{-(s+\lambda )t}\mathrm {d} t=F(s+\lambda )}

### Hasonlósági tétel
{\displaystyle L\left[{\frac {1}{x}}f\left({\frac {t}{x}}\right)\right]=F(sx)}
Bizonyítás: {\displaystyle L\left[{\frac {1}{x}}f\left({\frac {t}{x}}\right)\right]=\int \limits _{0}^{\infty }{\frac {1}{x}}f\left({\frac {t}{x}}\right)e^{-st}\mathrm {d} t=}, és itt helyettesítsünk: {\displaystyle t'={\frac {t}{x}}}, aminek eredményeképpen {\displaystyle \mathrm {d} t=x\mathrm {d} t'}, így
{\displaystyle =\int \limits _{0}^{\infty }f\left(t'\right)e^{-sxt'}\mathrm {d} t'=F(sx)}
E két utóbbi tétel lehetővé teszi, hogy a hagyományos függvénytranszformációkat egyszerűen tudjuk kezelni. Ez főleg a kezdetiérték-problémák esetében lényeges, ugyanis ritkán áll rendelkezésre a {\displaystyle t=0} eset, amit egyszerűen meg tudunk oldani.

## Alkalmazások
A Laplace-transzformáció elsődleges alkalmazási területe az állandó együtthatós differenciálegyenletek megoldása, de használható sorozatok összegének kiszámítására, a Fourier-transzformáció együtthatóinak megállapítására is.

### Differenciálegyenletek
A megoldás azon alapul, hogy a függvények deriváltjai helyettesíthetőek a Laplace-transzformáció révén, így egy egyszerű algebrai egyenletet kapunk, amit megoldva az eredeti differenciálegyenlet megoldásának Laplace-transzformáltját kapjuk. A megoldás szempontjából lényeges, hogy ismernünk kell a peremfeltételeket, ugyanis ezek a derivált transzformáltjában jelentkeznek.

#### Példafeladat
Oldjuk meg a
{\displaystyle 2f''-2f'-12f=1,\,f(0)=0,\,f'(0)=0}
kezdetiérték-problémát!
Mivel a Laplace-transzformáció lineáris művelet, a két oldalnak külön kiszámolhatjuk a transzformáltját, az egyenlőség érvényes marad. Az egyenlet alakja ekkor
{\displaystyle 2(s^{2}F(s)-sf(0)-f'(0))-2(sF(s)-f(0))-12F(s)={\frac {1}{s}}}.
Átalakítva, és a kezdeti értékeket behelyettesítve kapjuk, hogy
{\displaystyle 2s^{2}F(s)-2sF(s)-12F(s)={\frac {1}{s}}},
ami algebrai úton {\displaystyle F(s)}-re rendezhető:
{\displaystyle F(s)={\frac {1}{2s(s^{2}-s-6)}}}.
Ezt résztörtekre bonthatjuk, így az alábbi kifejezést kapjuk:
{\displaystyle F(s)={\frac {1}{2}}\left({\frac {1}{6s}}+{\frac {1}{30(s+2)}}-{\frac {1}{5(s-3)}}\right)},
aminek az inverz transzformáltját már elő tudjuk állítani. Ezek szerint a kezdetiérték-probléma megoldása
{\displaystyle f(t)={\frac {1}{2}}\left({\frac {1}{6}}+{\frac {1}{30}}e^{-2t}-{\frac {1}{5}}e^{3t}\right)}.
Értelemszerűen akármilyen rendű differenciálegyenletet meg tudunk a transzformáltak segítségével oldani, egyszerű algebrai átalakítások révén. Ennek révén alakult ki a disztribúcióelmélet nevű matematikai tudományág.

### Sorozatösszeg
Egyes sorok esetén ha az általános taggal adott sorozatot egy Laplace-transzformáltnak tekintjük, akkor a generátorfüggvény egy mértani sorozat szorzótényezője lesz, aminek összegét egyszerű meghatározni. Ezt az összeget integrálva kapjuk meg a sorozat összegét.
Legyen {\displaystyle S=\sum a_{n}}. A sorozatot felfoghatjuk úgy, mint egy {\displaystyle F(s)} függvény természetes számokra való leszűkítését. Ebben az esetben felírhatjuk a generátorfüggvénnyel is, és az integrálkifejezést összegezzük. Ha a sor egyenletesen konvergens, akkor az integrálás és az összegzés felcserélhető. Az integrandus egy mértani sorozat lesz, ami egyszerűen összegezhető, majd az így kapott összegfüggvényt kell integrálni:
{\displaystyle S=\sum a_{n}=\sum F(n)=\sum \int \limits _{0}^{\infty }f(t)e^{-nt}\mathrm {d} t=}
{\displaystyle =\int \limits _{0}^{\infty }\sum f(t)e^{-nt}\mathrm {d} t=\int \limits _{0}^{\infty }f(t)\sum \left(e^{-t}\right)^{n}\mathrm {d} t=}.
{\displaystyle =\int \limits _{0}^{\infty }f(t){\frac {e^{-t}}{1-e^{-t}}}\mathrm {d} t}

#### Példafeladat
Számítsuk ki a
{\displaystyle S=\sum _{n=1}^{\infty }{\frac {1}{n(n+1)}}}
összeget!
Tételezzük fel, hogy ezt egy Laplace-transzformált. Az egyszerűbb kezelhetőség érdekében bontsuk résztörtekre:
{\displaystyle S=\sum _{n=1}^{\infty }\left({\frac {1}{n}}-{\frac {1}{n+1}}\right)}.
Ebből a generátorfüggvény egyszerűen adódik, akár táblázatból való visszakereséssel is:
{\displaystyle f(t)=1-e^{-t}}.
Innen a sor összege már egyszerűen meghatározható. Először felírjuk a transzformálás definícióját:
{\displaystyle S=\sum _{n=1}^{\infty }\int \limits _{0}^{\infty }\left(1-e^{-t}\right)e^{-nt}\mathrm {d} t=},
majd felcseréljük az összegzést és az integrálást. Itt rögtön észre lehet venni, hogy {\displaystyle n}-re összegzünk, ezért a zárójelben írt tag, azaz a generátorfüggvény kiemelhető az összegzés elé:
{\displaystyle =\int \limits _{0}^{\infty }\left(1-e^{-t}\right)\sum _{n=1}^{\infty }e^{-nt}\mathrm {d} t=}
{\displaystyle =\int \limits _{0}^{\infty }\left(1-e^{-t}\right){\frac {e^{-t}}{1-e^{-t}}}\mathrm {d} t=\int _{0}^{\infty }e^{-t}\mathrm {d} t=1}
A sor összege tehát 1. Erről más módszerekkel szintén meggyőződhetünk.

### Fourier-transzformációs együtthatók kiszámítása
Egy függvény Fourier-sorát fel tudjuk írni komplex számok segítségével is. Ehhez mindössze azt kell figyelembe venni, hogy egy függvény komplex Fourier-sora a következő alakú:
{\displaystyle f(x)=\sum \limits _{k=0}^{\infty }c_{k}e^{ikx}}.
Az összegben a {\displaystyle c_{k}} együtthatókat a következő formula adja meg:
{\displaystyle c_{k}={\frac {\omega }{2\pi }}\int \limits _{0}^{T}f(t)e^{-ik\omega t}\mathrm {d} t}.
Ha a függvényt a {\displaystyle [0,T]} intervallumon kívül nullának tekintjük, akkor a fenti formula egyben a függvény Laplace-transzformáltja is. Így megkapjuk a komplex Fourier-együtthatókat, amikből a valós együtthatókat is megkaphatjuk:
{\displaystyle a_{0}=c_{0}}
{\displaystyle a_{k}=2\cdot {\mathfrak {Re}}(c_{k})}
{\displaystyle b_{k}=2\cdot {\mathfrak {Im}}(c_{k})}.
Általában a függvényt a Heaviside-féle egységugrás-függvénnyel tudjuk a perióduson kívül nullává tenni. Ezzel tulajdonképpen meg is vannak a Fourier-komponensek, egy táblázatból ki lehet őket olvasni, egyedül az {\displaystyle s=ik\omega } helyettesítést kell elvégeznünk.

#### Példafeladat
Határozzuk meg a fűrészfog-jel Fourier-együtthatóit!
A jel alakja
{\displaystyle f(t)={\frac {c}{T}}t} a {\displaystyle \left(0,T\right]} intervallumon, ami egyben egy periódusa is a függvénynek.
Szorozzuk meg a függvényt a {\displaystyle 1(t)-1(t-T)} tényezővel. Ez valójában az egységugrás-függvény olyan formában, hogy a perióduson kívül mindenképpen nulla legyen. Így az együtthatók kiszámítása a következő módon történik:
{\displaystyle f_{T}(t)=1(t){\frac {c}{T}}t-1(t-T){\frac {c}{T}}t}, ahol {\displaystyle f_{T}} az {\displaystyle f} függvény leszűkítése a periódusra. Ennek transzformáltja
{\displaystyle F_{T}(s)={\frac {1}{s^{2}}}-e^{-Ts}{\frac {1}{s^{2}}}={\frac {1-e^{-Ts}}{s^{2}}}}
Ez már tulajdonképpen az együtthatókat adja. Ahhoz, hogy azokat megkapjuk, a transzformáltban a változót helyettesítjük:
{\displaystyle c_{k}=F(ik\omega )={\frac {e^{-Tik\omega }-1}{k^{2}\omega ^{2}}}}
Az egyetlen fennmaradó probléma a kezdőegyüttható meghatározása ({\displaystyle k=0}), ezt azonban a L'Hospital-szabály alkalmazásával meg tudjuk válaszolni, így adódik:
{\displaystyle c_{0}={\frac {e^{-iT\omega }-1}{\omega ^{2}}}}

## Néhány függvény transzformáltja
| {\displaystyle f(t)}                    | {\displaystyle F(s)}                     |
| --------------------------------------- | ---------------------------------------- |
| {\displaystyle t^{n},n\in \mathbb {N} } | {\displaystyle {\frac {n!}{s^{n+1}}}}    |
| {\displaystyle e^{pt}}                  | {\displaystyle {\frac {1}{s-p}}}         |
| {\displaystyle \ln t}                   | {\displaystyle {\frac {C+\ln t}{2}}}     |
| {\displaystyle \sin nt}                 | {\displaystyle {\frac {n}{s^{2}+n^{2}}}} |
| {\displaystyle \cos nt}                 | {\displaystyle {\frac {s}{s^{2}+n^{2}}}} |
| {\displaystyle \mathrm {sh} \,nt}       | {\displaystyle {\frac {n}{s^{2}-n^{2}}}} |
| {\displaystyle \mathrm {ch} \,nt}       | {\displaystyle {\frac {s}{s^{2}-n^{2}}}} |

## Kapcsolódó oldalak
- Fourier-transzformáció
- Komplex számok
- Függvények
- Komplex függvény
- Függvénytranszformáció
- Transzformáció